# 璥璐
璥璐（1861年—20世纪），字耀廷，号佩卿，趙佳氏。直隸省天津府滄州（今屬河北省滄州市）駐防鑲白旗滿洲吉永佐領人，晚清政治人物。

## 經歷
光緒八年（1882年）壬午鄉試舉人。
光緒十六年（1890年）庚寅恩科第三甲第十四名同進士出身；同年五月，著交吏部掣签，分发各省以知县即用。光緒三十四年（1908年）：由山東巡撫袁樹勳題請補任山東博山縣知縣。宣統二年（1910年）：三月，實補山東博山縣知縣。三年（1911年）：十二月離任。其後情形不詳。